# Salvatore Giuliano (militare)
Salvatore Giuliano (Roccella Valdemone, 22 luglio 1885 – Amhara, 26 febbraio 1938) è stato un militare italiano, insignito della medaglia d'oro al valor militare nel corso delle grandi operazioni di polizia coloniale in Africa Orientale Italiana .

## Biografia
Nacque a Roccella Valdemone il 22 luglio 1885, figlio di Giuseppe e Francesca Lojacono. Nel 1905 fu arruolato nel Regio Esercito assegnato in servizio nel 91º Reggimento fanteria "Basilicata", e tre anni più tardi si congedò con il grado di caporal maggiore, per ritornare alla sua attività di agricoltore presso le terre di sua proprietà. Nel 1915, il 10 ottobre, veniva  guerra con l'Impero austro-ungarico già iniziata, fu richiamato per mobilitazione e servì con il grado di sergente nel 154º Reggimento fanteria della Brigata Novara, la stessa che il 23 luglio 1916 si rese protagonista della conquista del monte Cimone di Tonezza. Alla fine della guerra ritornò alle sue terre. Nell'aprile 1936, arruolato nella Milizia Volontaria Sicurezza Nazionale come caposquadra, veniva assegnato al CCLXVII Battaglione CC.NN. della 267ª Legione CC.NN. "Etna" passando poco dopo al CCII Battaglione CC.NN. con il quale partiva per l'Eritrea il 23 ottobre sbarcando a Massaua il 31 dello stesso mese. Smobilitato nel giugno 1937, veniva assunto quale caposquadra della 3ª Legione Lavoratori dell'Asmara per la ditta Narbone, alla quale il regime fascista aveva commissionato la costruzione di strade asfaltate, ed assegnato al cantiere di Zerimà (o Trerimà), nell'Amhara. Il 26 febbraio 1938 rimase vittima di un attacco armato da parte dei ribelli. Per espressa volontà del Duce venne decorato della medaglia d'oro al valor militare.

### Riconoscimenti
A Salvatore Giuliano venne intitolato Borgo Giuliano, frazione ora disabitata di San Teodoro (Messina), uno dei nuovi borghi rurali costruiti dal regime fascista per la colonizzazione del latifondo siciliano. A Roccella Valdemone, comune che gli ha dato i natali, gli è stata intitolata una via.